# 390 aC
El 390 aC va se un any del calendari romà prejulià. Durant la República Romana i l'Imperi, era conegut com a any del tribunat de Fidenat, Maluginense, Llong, i els Ambusts (o, més rarament, any 364 ab urbe condita). L'ús del nom «390 aC» per referir-se a aquest any es remunta a l'alta edat mitjana, quan el sistema Anno Domini va ser el mètode de numeració dels anys més comú a Europa.

## Esdeveniments

### Antiga Grècia
- Filòcrates, militar atenenc, va anar amb deu trirrems a Xipre en ajut d'Evàgores I de Salamina, que s'havia revoltat contra Artaxerxes II de Pèrsia encara que era aliat d'Atenes en aquells moments.[2]
- Telèuties, un príncep espartà, va ser enviat a Àsia per substituir a l'almirall Ècdic. Va arribar a Samos i va sortir cap a Cnidos on Ècdic li va entregar el comandament. Es va dirigir a Rodes, d'on va sortir amb 27 naus, i malgrat l'enemistat entre Esparta i Pèrsia, va capturar tota la flota atenenca que dirigia Filòcrates, segons explica Xenofont.[3]
- Trasibul, militar atenenc, va anar amb 40 vaixells en ajut del partit democràtic de l'illa de Rodes contra Telèuties, però en arribar va veure que el demòcrates rodis no necessitaven el seu ajut i se'n va anar a Tràcia, on va reconciliar als reis odrisis Seutes II i Amadocos i els va convèncer d'establir una aliança amb Atenes.[4][5]

### Antiga Roma
- Brennus, dirigent dels sènons, creua els Alps i assola el centre i el sud d'Itàlia. Assetja la ciutat de Clúsium, que demana ajuda a Roma.[6]
- Aquest any s'elegeixen sis tribuns amb potestat consular: Quint Fabi Ambust, Quint Sulpici Llong, Cesó Fabi Ambust, Quint Servili Fidenat, Numeri Fabi Ambust i Publi Corneli Maluginense. A Marc Furi Camil, que era a l'exili, el senat el va fer tornar i el va nomenar dictador, davant del setge de Roma per part dels gals.[7]
- Batalla de l'Àl·lia. Es van enfrontar 40.000 romans sota el comandament de Quint Sulpici Llong contra els sènons, que devien de tenir un nombre semblant d'homes, comandats per Brennus. Els romans, amb sis legions, es van assentar en el riu Allia per a poder vigilar l'avanç dels sènons cap a Roma. Els gals van vèncer als romans, i a Roma, la guarnició i les restes de l'exèrcit van fugir cap a Veios. Brennus i els sènons ocupen la ciutat i la saquegen, mentre Marc Manli Capitolí, que vivia a la vora del Capitoli, va reunir tota la gent que va poder per defensar-lo. Allà s'havien refugiat les restes de l'exèrcit, els magistrats i part de la població. Avisat per les oques de Juno va rebutjar als atacants i va resistir un temps de setge fins que els gals van marxar.[8]
- El tribú amb potestat consular Quint Fabi Ambust va anar, comissionat pel senat, juntament amb els seus germans Numeri i Cesó, a entrevistar-se amb els gals quan assetjaven Clúsium. Els tres ambaixadors van violar la llei de les nacions ajudant als assetjats a fugir, cosa que va provocar la marxa dels gals contra Roma.[9]
- Marc Furi Camil, nomenat dictador, quan va arribar prop de Roma va nomenar Luci Valeri Potit magister equitum, va reunir les forces romanes disperses i va marxar cap a Roma on va sorprendre els gals i, segons les cròniques romanes, els va derrotar completament. Però probablement la cosa va ser més complexa i simplement els va representar una amenaça, i els gals van aixecar el setge del Capitoli i van sortir de la ciutat.[10]

## Naixements
- Dinostrat, matemàtic i geòmetra de l'antiga Grècia (mort el 320 aC, dates aproximades).[11]
- Shang Yang, estadista de l'Estat de Qin durant el període dels Regnes Combatents.[12]